# Kanton Bourdeaux
Der Kanton Bourdeaux war bis 2015 ein französischer Wahlkreis im Arrondissement Die, im Département Drôme und in der Region Rhône-Alpes; sein Hauptort war Bourdeaux.
Der Kanton Bourdeaux umfasste neun Gemeinden und hatte 1339 Einwohner (Stand: 2012). Die Fläche betrug 129,45 km².

## Gemeinden
| Gemeinde               | Einwohner | Fläche in km² |
| ---------------------- | --------- | ------------- |
| Bézaudun-sur-Bîne      | 55        | 17,97         |
| Bourdeaux (chef-lieu)  | 563       | 23,11         |
| Bouvières              | 160       | 25,05         |
| Crupies                | 89        | 13,16         |
| Félines-sur-Rimandoule | 71        | 8,46          |
| Le Poët-Célard         | 145       | 8,34          |
| Les Tonils             | 20        | 13,00         |
| Mornans                | 53        | 11,72         |
| Truinas                | 112       | 8,64          |